# Gesias Cavalcante
Gesias Cavalcante (Rio de Janeiro, 6 de julho de 1983) conhecido internacionalmente como JZ Calvan ou simplesmente '"JZ'" é um lutador de artes marciais mistas brasileiro.

## Carreira
Sua carreira no MMA teve início no Hardcore Mass em 2003 contra Joe Lauzon. Lutou também no Shotoo, Cage Rage, DREAM, além do K-1 Hero's, evento na qual é bicampeão. Em 2010, Gesias assinou com o Strikeforce. Também já lutou pelo World Series of Fighting.

## Cartel no MMA
| Res.    | Cartel      | Oponente              | Método                                 | Evento                               | Data       | Round | Tempo | Local                        | Notas                                                                                  |
| ------- | ----------- | --------------------- | -------------------------------------- | ------------------------------------ | ---------- | ----- | ----- | ---------------------------- | -------------------------------------------------------------------------------------- |
| Derrota | 21–12–1 (2) | Erivan Pereira        | Nocaute Técnico (socos)                | Brave CF 11                          | 13/04/2018 | 2     | 2:21  | Belo Horizonte, Minas Gerais |                                                                                        |
| Derrota | 21–11–1 (2) | Alan Omer             | Nocaute Técnico (socos)                | Brave CF 9: The Kingdom of Champions | 17/11/2017 | 3     | 3:30  | Madinat 'Isa                 |                                                                                        |
| Derrota | 21–10–1 (2) | Kurt Holobaugh        | Nocaute Técnico (socos)                | Titan FC 44                          | 19/05/2017 | 4     | 2:45  | Pembroke Pines, Flórida      | Pelo cinturão interino do peso-leve do Titan FC.                                       |
| Vitória | 21–9–1 (2)  | Robert Turnquest      | Decisão (unânime)                      | Titan FC 42                          | 2/12/2016  | 3     | 5:00  | Coral Gables, Flórida        |                                                                                        |
| Derrota | 20–9–1 (2)  | Freddy Assunção       | Finalização (guilhotina)               | Titan FC 40: Cavalcante vs. Assunção | 5/08/2016  | 4     | 0:24  | Coral Gables, Flórida        | Perdeu o cinturão do peso-leve do Titan FC.                                            |
| Vitória | 20–8–1 (2)  | Pat Healy             | Nocaute (socos)                        | Titan FC 39: Cavalcante vs. Healy    | 10/06/2016 | 1     | 1:37  | Coral Gables, Flórida        | Ganhou o cinturão do peso-leve do Titan FC.                                            |
| Vitória | 19–8–1 (2)  | Gele Qing             | Nocaute (socos e joelhadas)            | KFU: Kungfu Union                    | 21/09/2014 | 1     | 6:22  | China Dalian, Liaoning       | Luta no peso-médio.Ganhou o prêmio de Nocaute do ano Ásiatico.                         |
| Derrota | 18-8-1 (2)  | Melvin Guillard       | Nocaute técnico (socos e cotoveladas)  | WSOF 11: Gaethje vs. Newell          | 05/07/2014 | 2     | 2:36  | Daytona Beach, Flórida       |                                                                                        |
| Vitória | 18-7-1 (2)  | Tyson Griffin         | Nocaute técnico (socos)                | WSOF 4: Spong vs. DeAnda             | 10/08/2013 | 3     | 1:37  | Ontário, Califórnia          |                                                                                        |
| Derrota | 17-7-1 (2)  | Justin Gaethje        | Nocaute técnico (interrupção médica)   | WSOF 2: Arlovski vs. Johnson         | 23/03/2013 | 1     | 2:27  | Atlantic City, Nova Jersey   |                                                                                        |
| Vitória | 17–6–1 (2)  | TJ O'Brien            | Finalização (chave de calcanhar)       | WSOF 1: Arlovski vs. Cole            | 03/11/2012 | 1     | 1:03  | Las Vegas, Nevada            |                                                                                        |
| Derrota | 16–6–1 (2)  | Luis Palomino         | Nocaute (socos)                        | CFA 7: Never Give Up                 | 30/06/2012 | 3     | 1:41  | Coral Gables, Flórida        |                                                                                        |
| Derrota | 16–5–1 (2)  | Isaac Vallie-Flagg    | Decisão (dividida)                     | Strikeforce: Barnett vs. Cormier     | 19/05/2012 | 3     | 5:00  | San José, Califórnia         |                                                                                        |
| Vitória | 16–4–1 (2)  | Bobby Green           | Decisão (dividida)                     | Strikeforce: Fedor vs. Henderson     | 30/07/2011 | 3     | 5:00  | Hoffman Estates, Illinois    |                                                                                        |
| NC      | 15–4–1 (2)  | Justin Wilcox         | Sem Resultado (dedo no olho acidental) | Strikeforce: Overeem vs. Werdum      | 18/06/2011 | 2     | 0:31  | Dallas, Texas                | 'JZ' colocou o dedo no olho de Wilcox.                                                 |
| Derrota | 15–4–1 (1)  | Josh Thomson          | Decisão (unânime)                      | Strikeforce: Diaz vs. Noons II       | 09/10/2010 | 3     | 5:00  | San José, Califórnia         |                                                                                        |
| Vitória | 15–3–1 (1)  | Katsunori Kikuno      | Decisão (dividida)                     | Dream 15                             | 10/07/2010 | 2     | 5:00  | Saitama                      |                                                                                        |
| Derrota | 14–3–1 (1)  | Tatsuya Kawajiri      | Decisão (unânime)                      | Dream 9                              | 26/05/2009 | 2     | 5:00  | Yokohama                     |                                                                                        |
| Derrota | 14–2–1 (1)  | Shinya Aoki           | Decisão (unânime)                      | Dream 2                              | 29/04/2008 | 2     | 5:00  | Saitama                      |                                                                                        |
| NC      | 14–1–1 (1)  | Shinya Aoki           | Sem resultado (cotoveladas ilegais)    | Dream 1                              | 15/03/2008 | 1     | 3:46  | Saitama                      | Primeiro Round do GP de Leves do Dream. Aoki se machucou devido à cotoveladas na nuca. |
| Vitória | 14–1–1      | Andre Amade           | Finalização (chave de braço)           | Hero's 10                            | 17/09/2007 | 1     | 4:48  | Yokohama                     | Final do GP de Médios do Hero's de 2007.                                               |
| Vitória | 13–1–1      | Vitor Ribeiro         | Nocaute técnico (golpes)               | Hero's 10                            | 17/09/2007 | 1     | 0:35  | Yokohama                     | Semifinal do GP de Médios do Hero's de 2007.                                           |
| Vitória | 12–1–1      | Nam Phan              | Nocaute técnico (socos)                | Dynamite!! USA                       | 02/06/2007 | 1     | 0:26  | Los Angeles, Califórnia      |                                                                                        |
| Vitória | 11–1–1      | Caol Uno              | Decisão (majoritária)                  | Hero's 7                             | 09/10/2006 | 2     | 5:00  | Yokohama                     | Final do GP de Médios do Hero's de 2006.                                               |
| Vitória | 10–1–1      | Rani Yahya            | Finalização (guilhotina)               | Hero's 7                             | 09/10/2006 | 1     | 0:39  | Yokohama                     | Semifinal do GP de Médios do Hero's de 2006.                                           |
| Vitória | 9–1–1       | Hiroyuki Takaya       | Nocaute (joelhada voadora)             | Hero's 6                             | 05/08/2006 | 1     | 0:30  | Tóquio                       | Quartas de Final do GP de Médios de 2006 do Hero's.                                    |
| Vitória | 8–1–1       | Hidetaka Monma        | Nocaute técnico (golpes)               | Hero's 5                             | 03/05/2006 | 1     | 2:08  | Tóquio                       | Oitavas de Final do GP de Médios de 2006 do Hero's.                                    |
| Vitória | 7–1–1       | Michihiro Omigawa     | Nocaute (socos)                        | Cage Rage 14                         | 03/12/2005 | 1     | 0:49  | Londres                      |                                                                                        |
| Empate  | 6–1–1       | Ryan Schultz          | Empate                                 | SF 11: Rumble at the Rose Garden     | 09/07/2005 | 3     | 5:00  | Portland, Oregon             |                                                                                        |
| Vitória | 6–1         | Henry Matamoros       | Decisão (unânime)                      | HOOKnSHOOT: The Return               | 02/04/2005 | 3     | 5:00  | Evansville, Indiana          |                                                                                        |
| Vitória | 5–1         | Cengiz Dana           | Finalização (guilhotina)               | CWFC 9: Xtreme Xmas                  | 18/12/2004 | 3     | 4:55  | Sheffield                    |                                                                                        |
| Vitória | 4–1         | Bart Palaszewski      | Finalização (guilhotina)               | IHC 8: Ethereal                      | 20/11/2004 | 1     | 1:03  | Hammond, Indiana             |                                                                                        |
| Vitória | 3–1         | Sebastian Korschilgen | Finalização (kimura)                   | Shooto: Switzerland 2                | 04/09/2004 | 1     |       | Zurique                      |                                                                                        |
| Derrota | 2–1         | Joachim Hansen        | Decisão (majoritária)                  | Shooto 2004: 7/16 in Korakuen Hall   | 16/07/2004 | 3     | 5:00  | Tóquio                       |                                                                                        |
| Vitória | 2–0         | Brad Mohler           | Finalização (chave de calcanhar)       | HOOKnSHOOT: Live                     | 27/03/2004 | 1     | 1:32  | Evansville, Indiana          |                                                                                        |
| Vitória | 1–0         | Justin Wiesniewski    | Finalização (guilhotina)               | AFC 7                                | 27/02/2004 | 1     | 1:53  | Fort Lauderdale, Flórida     |                                                                                        |